# Aulás
Aulás (en catalán: Aulàs) es una localidad española perteneciente al antiguo término de Espluga de Serra, agregado en 1970 el término municipal de Tremp, en la provincia de Lérida, comunidad autónoma de Cataluña.
Tiene iglesia, dedicada a san Martín, que dependía de Santa María de Sapeira. Está documentada la existencia de un castillo en Aulás, del que actualmente no queda nada.
Entre 1812, a ras de la aplicación de la Constitución de Cádiz, y febrero de 1847, Aulás formó ayuntamiento, que desapareció al fijarse en que el número de vecinos (cabezas de familia) debía sobrepasar los 30, para mantener la independencia municipal. En ese momento se unió en Espluga de Serra, junto con Castellet, Casterner de les Olles, Llastarri, Els Masos de Tamúrcia y la Torre de Tamúrcia.

## Etimología
Aulás, antiguamente Aulario es un derivado colectivo equivalente al diminutivo Aulet. Ambos derivan de nombres de lugar que indican una determinada población botánica, y son equivalentes. Dos son los posibles orígenes: el latín ebulum, que da el románico évol, y el latín ilicem, que da el románico alzina. Ambas son especies presentes en el territorio, aunque bastante diferentes: el évol es una planta herbácea, y la encina, un árbol.
Aulás significa, pues, el lugar poblado de Evolis o de encinas. Es imposible precisar más, ya que la evolución de los dos topónimos va a parar a la misma solución en catalán actual. La pérdida de la-r de la forma antigua (Aulars) está documentada desde muy antiguo, por lo que es perfectamente aceptable la ortografía actual, sin-r, de este topónimo.

## Historia
En 1787 consta, dentro del Corregimiento de Talarn, con 15 habitantes, y en 1831 vuelve a constar de nuevo con 15 habitantes; hacia 1900 son mencionados en Aulás 11 edificios, con 22 habitantes. En 1960 aún constaban 32 habitantes. A pesar de haber pasado una etapa de despoblamiento absoluto en la década de los 70 del siglo XX, en 1996 empezó la repoblación del pueblo. En 2011 consta con algunos 50 habitantes incluyendo 17 niños.
En el siglo XVII, junto con la Torre de Tamúrcia, formó parte de los territorios de los condes de Erill (sucesores de los barones de Erill, al haber ascendido en rango los antiguos barones al título de conde. En 1831 consta como señorío de Perucho.
Pascual Madoz pasó por Aulás hacia el año 1845 e informa de los siguientes detalles del pueblo:

no tiene ayuntamiento propio, pero sí alcalde elegido por los vecinos. Consta de 4 casas de un solo piso y mala construcción, además de la iglesia parroquial, que depende de Sapeira. El terreno es montañoso, roto y lleno de matorral, además de un pequeño bosque. Se recogía trigo, un poco de cebada, muchas patatas y bastante pasturas además de un poco de huerto en el lecho de los barrancos que llevan agua. La tierra tiene que trabajar en alternancia, sin poder mantener productivos los campos más de 4 o 5 años. Hay poco ganado de ovejas, cabras y bueyes, para llaurar.Hi ha caza abundante, de conejos y perdices. Hay también bastantes lobos. En total son 3 vecinos (cabezas de familia) y 11 almas (habitantes).